# Francisco González Hernández
Francisco González Hernández OP (* 20. Juli 1952 in Castronuño) ist ein römisch-katholischer Ordensgeistlicher und emeritierter Apostolischer Vikar von Puerto Maldonado in Peru.

## Leben
Francisco González Hernández trat der Ordensgemeinschaft der Dominikaner bei und empfing am 18. Dezember 1982 die Priesterweihe.
Papst Johannes Paul II. ernannte ihn am 15. Mai 2001 zum Apostolischen Koadjutorvikar von Puerto Maldonado und Titularbischof von Thuccabora. Der Apostolische Vikar von Puerto Maldonado, Juan José Larrañeta Olleta OP, spendete ihm am 8. Juli desselben Jahres die Bischofsweihe; Mitkonsekratoren waren Luis Armando Bambarén Gastelumendi SJ, Bischof von Chimbote, und Erzbischof Rino Passigato, Apostolischer Nuntius in Peru.
Nach dem Rücktritt Juan José Larrañeta Olletas OP folgte er ihm am 2. Februar 2008 als Apostolischer Vikar von Puerto Maldonado nach.
Papst Franziskus nahm am 23. Juni 2015 seinen vorzeitigen Rücktritt als Apostolischer Vikar von Puerto Maldonado an.